# The Devil Inside (Jogo eletrônico)
The Devil Inside é um jogo de terror e tiro em terceira pessoa desenvolvido pela Gamesquad e publicado pela Cryo Interactive e TalonSoft para Microsoft Windows em 2000.

## Gameplay
The Devil Inside é apresentado como um reality show que documenta as façanhas sobrenaturais do protagonista Dave e seu alter ego, uma súcubo chamada Deva. O jogador pode se transformar entre Dave e Deva ativando pentagramas localizados em certos lugares ao longo dos níveis do jogo. Durante o jogo, Dave/Deva é seguido por uma pequena câmera voadora e também por um cinegrafista, e o jogador pode alternar entre as duas visões de câmera conforme desejado. Ocasionalmente, um helicóptero de notícias também estará presente e cenas roteirizadas serão vistas de uma perspectiva aérea.
O ritmo, a exploração e o fator quebra-cabeça do jogo são semelhantes aos de outros títulos de survival horror. Como Dave, o jogador tem acesso a uma variedade de armas, que são equipadas com miras laser para ajudar o jogador a mirar. Como Deva, o jogador usa magias para atacar inimigos. Os feitiços não requerem munição, mas esgotam o mana, que se regenera lentamente. Alguns inimigos geram almas quando mortos, e Deva pode absorver almas para repor seu mana. Deva também tem a habilidade de voar e regenerar saúde quando está no fogo. O jogo usa um sistema de salvamento em "checkpoints" representados por aparelhos de televisão encontrados no jogo.

## Desenvolvimento
O roteiro do jogo foi escrito por Hubert Chardot, mais conhecido por seu trabalho na série de jogos Alone in the Dark.  Seu tema é semelhante ao de The Running Man,   escrito por Stephen King, cujo nome é mencionado no início do jogo.

## Recepção
O jogo recebeu "análises favoráveis" de acordo com o site Metacritic. 
Greg Kasavin, do GameSpot, citou dificuldades na jogabilidade, por conta das configurações padrão de controle. Em relação às cenas de ação do jogo, Kasavin opinou que: "Algumas das batalhas são muito bem roteirizadas. [...] Mas outras vezes, o combate é ruim." Os ambientes do jogo foram elogiados por seu realismo e atmosfera sombria e imersiva, enquanto os modelos de personagens e efeitos sonoros foram classificados como simples. No geral, o jogo foi descrito como competente, mas sem polimento.  A PC Gamer US elogiou as animações, os ângulos de câmera, o uso de dois personagens e a baixa curva de aprendizado que o jogo possui. No entanto, o revisor citou: "figuras poligonais e texturização mal feitas" e alguns bugs de ambiente como os pontos baixos do jogo..Eric Bratcher da NextGen chamou-o de "Uma diversão envolvente onde ' Illbleed encontra Space Channel 5 ', mas a apresentação única não consegue ofuscar as fraquezas da IA e do design dos quebra-cabeças." 
Na Polônia, foi um dos primeiros lançamentos de uma série de estreias de jogos baratos na revista ExtraGra. Pouco depois do lançamento do jogo, uma das estações de TV mais populares da Polônia, a TVN, transmitiu uma reportagem sobre o jogo, acusando o distribuidor, CD Projekt, de vender jogos satânicos em lojas e com fácil acesso.  O aviso de epilepsia, que na altura já era comum entre os jogos lançados na Polónia e quase onipresente na Europa, foi usado como exemplo do impacto excepcionalmente negativo do jogo aos jovens. 

De acordo com Der Spiegel, The Devil Inside não obteve sucesso comercial.